# Basilique Santa Lucia a Mare
La basilique Santa Lucia a Mare est une église de Naples, ayant dignité de sanctuaire. Elle a été élevée par Benoît XVI au rang de basilique mineure en 2012,. La basilique-sanctuaire se trouve dans le rione de Santa Lucia, dans le cœur historique de Naples. Elle a toujours été un lieu de pèlerinage et elle est devenue siège paroissial dans la seconde moitié du XVIIIe siècle. Elle accède à la dignité de sanctuaire diocésain dédié à sainte Lucie en 1983. Elle est également le siège de la paroisse du même nom dans le troisième doyenné de l'archidiocèse de Naples.

## Histoire

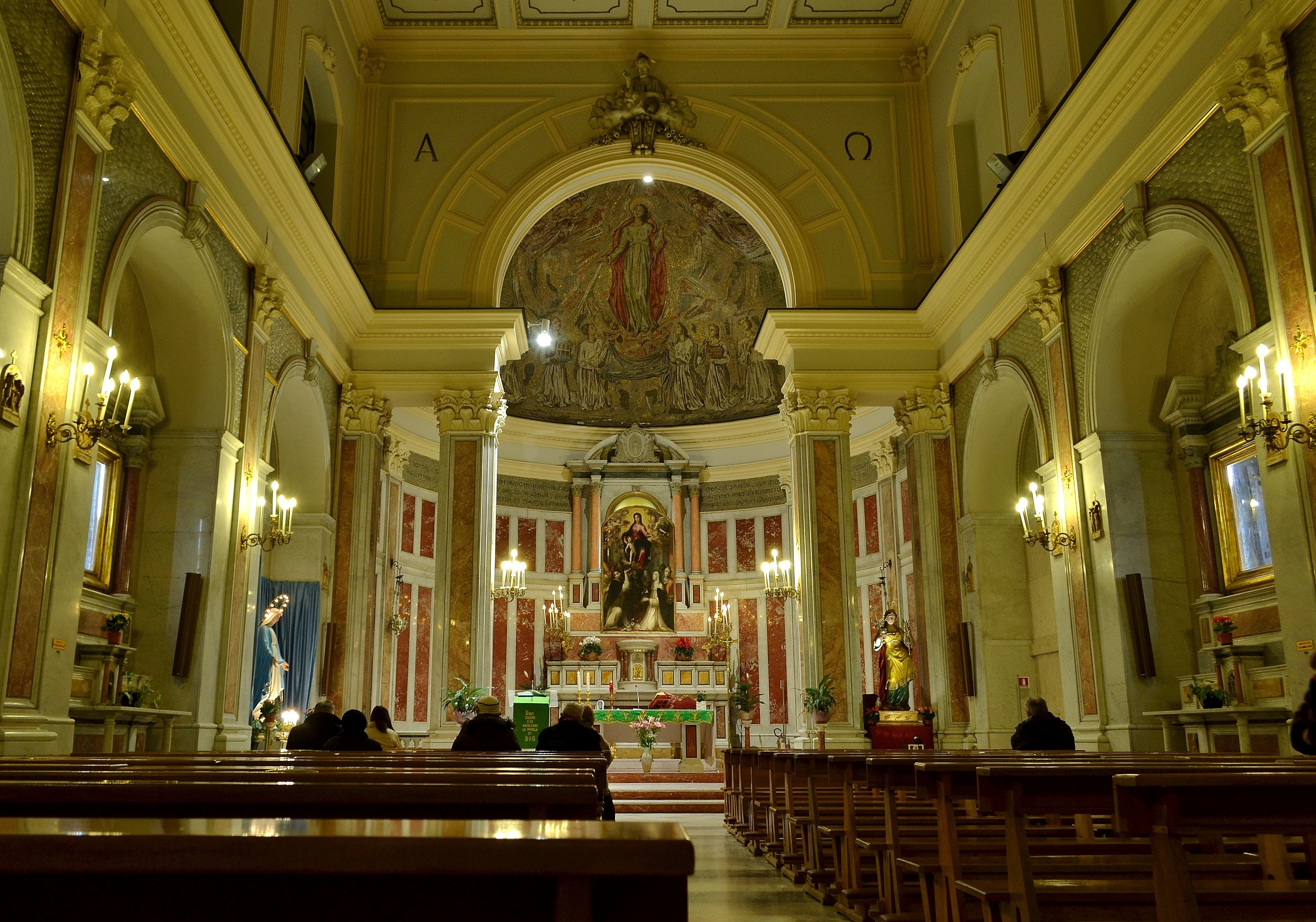
Intérieur de la basilique.

L'église est appelée a mare car elle se trouvait au bord de la mer avant l'extension du bourg. L'église est documentée à partir du IXe siècle, comme possession des moines basiliens qui avaient un couvent sur la petite île de Mégaride où se trouve maintenant le Castel dell'Ovo. Ensuite, l'église passe aux religieuses du couvent Sainte-Patricia, branche féminine du même ordre monastique.
L'abbesse Eusébie Minadoa fait remanier une grande partie de l'édifice en 1588. Lorsque la rue du Chiatamone est réaménagée en 1845 (la rue est rehaussée), cela provoque l'enterrement de l'église du XVIe siècle ; et l'on en construit une nouvelle par-dessus. Cette église du milieu du XIXe siècle subit les bombardements américains de 1943 et elle est reconstruite à l'identique après la guerre, avec son portique dorique tétrastyle, soutenant une façade présentant des lésènes sous un fronton à la grecque.
Le fameux acteur Totò y fait un pèlerinage en 1957, car une maladie des yeux l'empêchait de travailler; après ce pèlerinage et quelques mois de cure, il recouvre suffisamment la vue pour reprendre ses rôles devant la caméra.

## Œuvres
On distingue sur le maître-autel une statue du XVIIIe siècle de Nicola Fumo (it) représentant Sainte Lucie. Le chœur possède un panneau de Teodoro d'Errico représentant le Rosaire, daté de 1588. La paroisse possède aussi une toile de Gioacchino Toma intitulée Portrait du prêtre Luigi Villani.
Plusieurs œuvres d'art médiévales ont été détruites par le bombardement de 1943.

## Illustrations

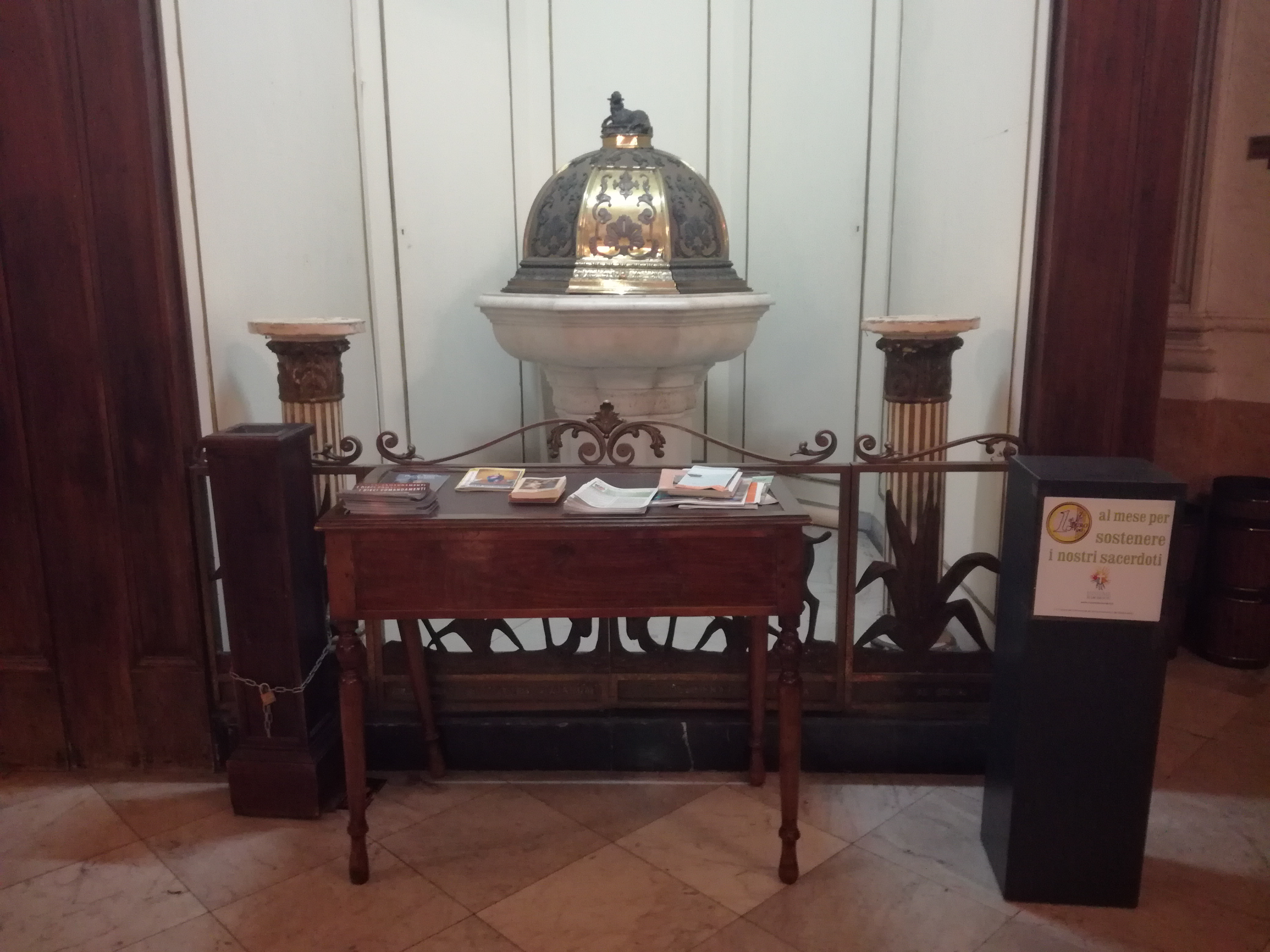
Fonts baptismaux du Moyen Âge
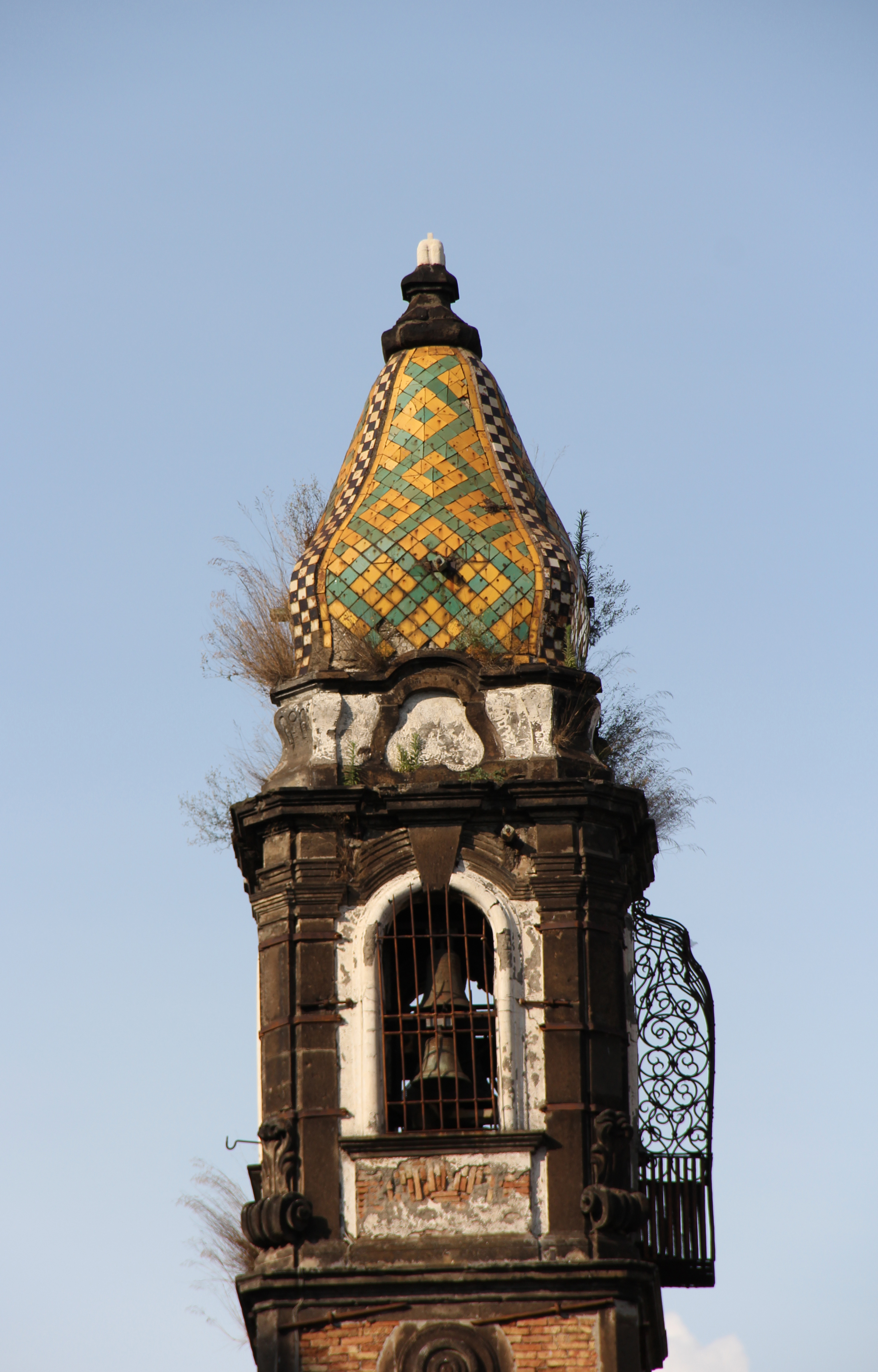
Clocher de la Basilique
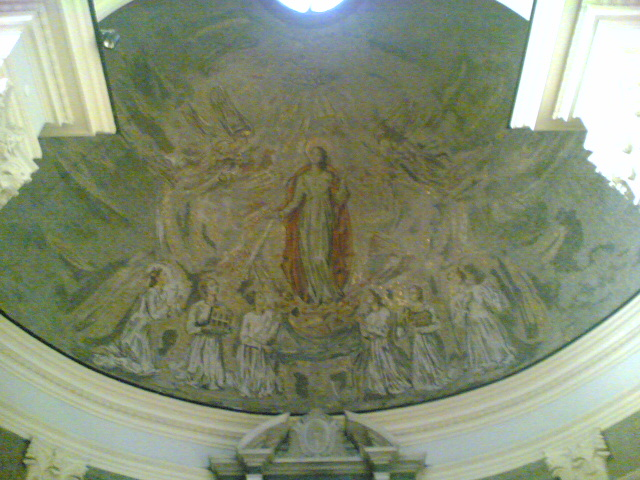
Vue de la grande mosaïque

## Source de la traduction
- (it) Cet article est partiellement ou en totalité issu de l’article de Wikipédia en italien intitulé « Basilica di Santa Lucia a Mare » (voir la liste des auteurs).